# Parlamentswahl im Tschad 2011
Die Parlamentswahl im Tschad 2011 fand am 13. und 20. Februar sowie am 6. Mai 2011 statt. Sieger wurde die Regierungspartei Patriotische Wohlfahrtsbewegung (Mouvement Patriotique du Salut, MPS), die 117 Sitze erhielt. Zweitstärkste Partei wurde die Nationale Union für Demokratie und Erneuerung (Union nationale pour la démocratie et le renouveau, UNDR) mit 11 Sitzen. 
Es war die erste Parlamentswahl im Tschad nach 2002. Die Afrikanische Union und die Europäische Union entsandten Wahlbeobachter, jene der Afrikanischen Union wurde von Mamadou Dagra aus Niger angeleitet. Oppositionspolitiker kritisierten unfaire Wahlbedingungen.
Zwischen den Wahlgängen fand die Präsidentschaftswahl im Tschad 2011 statt. Die nächste Wahl findet voraussichtlich 2019 statt. 